# 瀬畑亮
瀬畑 亮（せはた りょう　1974年-）は、日本の芸術家。東京造形大学造形学部美術学科卒業。
セロハンテープを使って造形物や絵画やインスタレーション等、様々な芸術表現を行う。

## 創作について
創作活動において、ニチバン株式会社のセロテープを利用する。

## メディア出演歴、個展
- 2005年　ニチバン文具総合カタログ
- 2006年　ニチバン株式会社広報誌「はばたき」
- 2008年　ねりま区報[要出典]
- 2008年　京王新線「新宿駅」改札 柱巻き大型ポスター
- 2009年　東京造形大学マガジン2010
- 2009年　東京造形大学 広報誌「ZOKEI」
- 2010年　東京造形大学 広報誌「ZOKEI」
- 2013年　東京造形大学ガイドブック「UNIQUE ZOKEI」
- 2015年　開隆堂出版株式会社　中学校美術副読本「美術　表現と鑑賞」
- 2015年　東京造形大学「ZOKEI ARCH2015」
- 2018年　「瀬畑 亮　セロテープアート展 2018 in 横浜」[1]